# تام بایندر
تام بایندر (انگلیسی: Tom Binder; ۲۶ ژانویهٔ ۱۸۸۹ – ۲۳ اوت ۱۹۶۹) بازیکن فوتبال اهل بریتانیا بود.
از باشگاه‌هایی که در آن بازی کرده‌است می‌توان به باشگاه فوتبال ساوت‌همپتون و باشگاه فوتبال کترینگ تاون اشاره کرد.